# Ranger Tab
Le Ranger Tab est une décoration militaire américaine créée en 1950 et attribuée aux soldats ayant effectué avec succès les 61 jours de formation tactique au combat d'infanterie dispensés par la Ranger School, école du corps des United States Army Rangers.

## Histoire

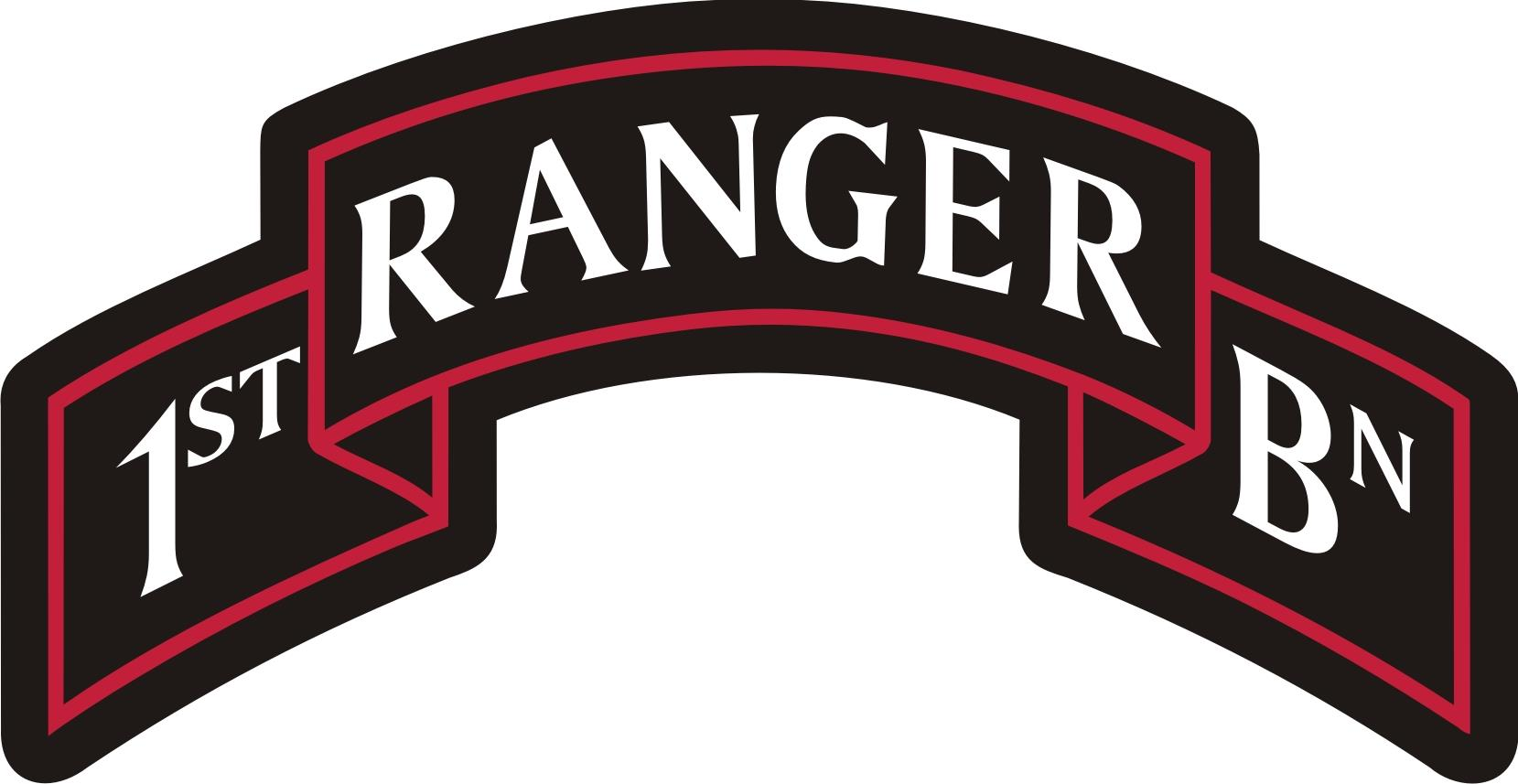
Insigne d'Anthony Rada.

Lorsque le 1er bataillon de rangers est formé en mai 1942, ceux-ci ne possèdent pas de signes distinguant leur spécialité. Un sergent du bataillon, Anthony Rada, dessine alors un bandeau d'épaule inspiré de celui des commandos britanniques avec lesquels son unité s'entraîne. Ce bandeau, non approuvé par l'armée, est porté officieusement. Un an plus tard, un signe distinctif officiel est mis en place sous la forme d'un losange bleu avec lettrage doré. C'est avec cet insigne officiel que le 6 juin 1944, le 2e bataillon de rangers débarquera sur la pointe du Hoc et le 5e bataillon sur Omaha beach. Le losange bleu est cependant boudé par les hommes qui lui préfèrent la version d'Anthony Rada qu'ils ont adapté en fonction du numéro de leur bataillon. En 1947, l'insigne officiel est aboli si bien que quand éclate la guerre de Corée, les rangers ne possède toujours pas de signe officiel. En octobre 1950, le colonel Van Houten du centre de formation des rangers obtient du pentagone la création d'une marque distinguant un soldat obtenant le diplôme : le Ranger Tab est né. Cependant celui-ci est une récompense individuelle sanctionnant un cursus de formation et les bataillons de rangers, comme marque d'unité collective, continuent d'utiliser l'insigne "Rada" qui sera finalement officialisée en 1983 après l'invasion de la Grenade,.

Insigne des rangers de 1943 à 1947.

Comme les autres insignes militaires de spécialité, le port du Ranger Tab est régi par le Army Regulation 670-1 - Uniforms & Insignia. Porté sur l'épaule gauche, sa version originale or sur fond noir est destinée à être portée sur les uniformes de travail. Il existe également une version en tissu conçue pour être portée sur l'uniforme de combat et une version métallique miniature destinée aux tenues de service et de cérémonie. Le Ranger Tab étant une distinction individuelle notifiant le succès à la formation de ranger et non l'appartenance à une unité de rangers, ses titulaires sont autorisés à le porter de manière permanente, à l'exception de l'uniforme des marines. Trois tabs peuvent être portés simultanément à titre individuel, le Ranger Tab étant le troisième dans l'ordre de préséance derrière le Président's Hundred Tab et le Special Forces Tab. De manière rétroactive, le commandant de l'école de formation des rangers peut attribuer le Ranger Tab à tout soldat ayant obtenu le Combat Infantryman Badge au sein d'une unité de rangers durant la seconde guerre mondiale et la guerre de Corée. Le 21 aout 2015, le capitaine Kristen Griest et le premier-lieutenant Shaye Haver deviennent les premières femmes à obtenir le Ranger Tab.

## Galerie

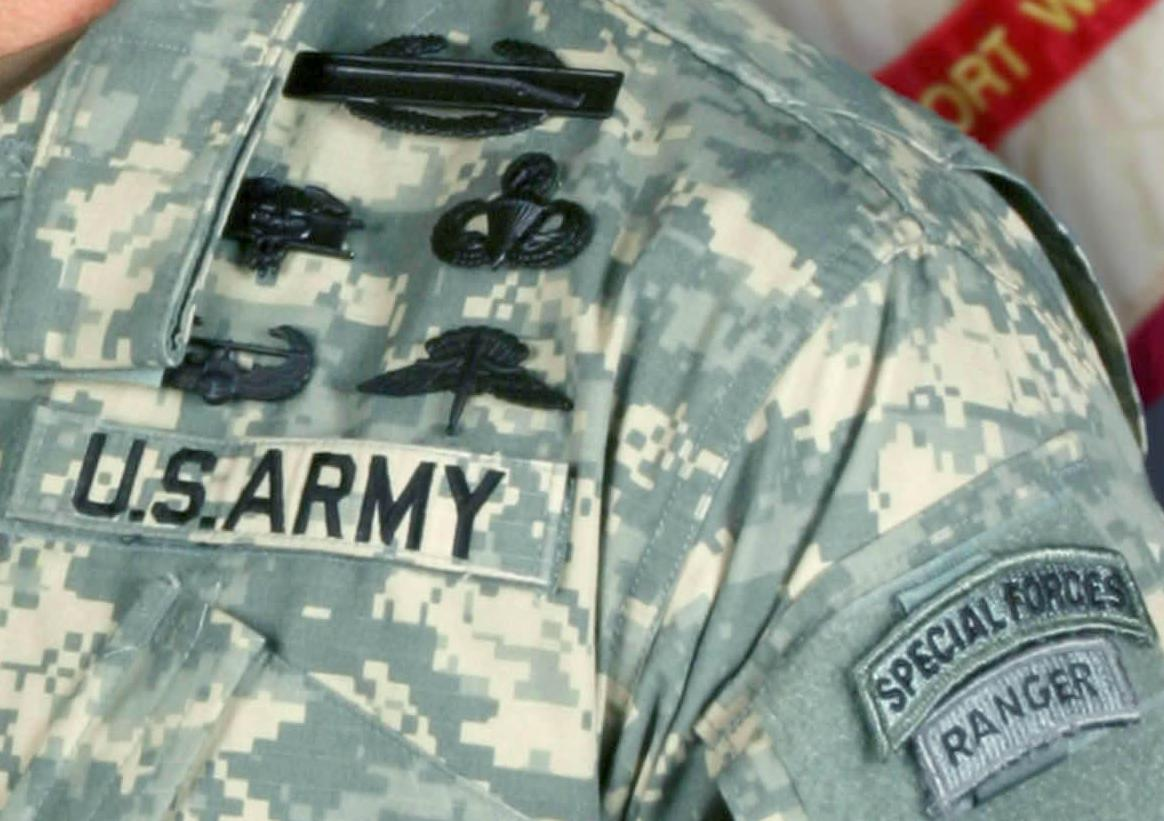
Ranger Tab (version tissu) porté en dessous du Special Forces Tab.
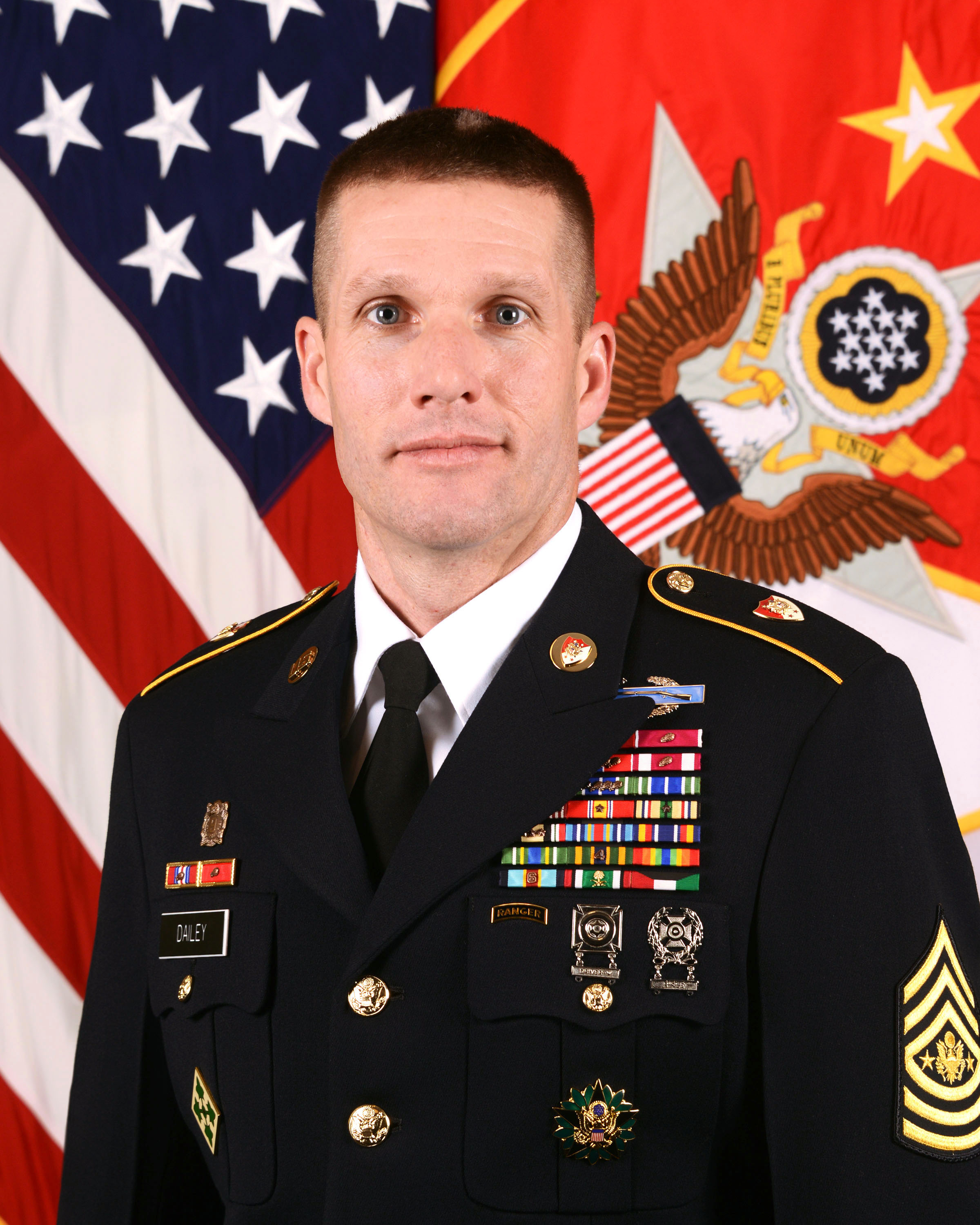
Daniel A. Dailey, Sergeant-Major of the Army en 2017, portant le Ranger Tab (version métal, sur le rabat de poche).
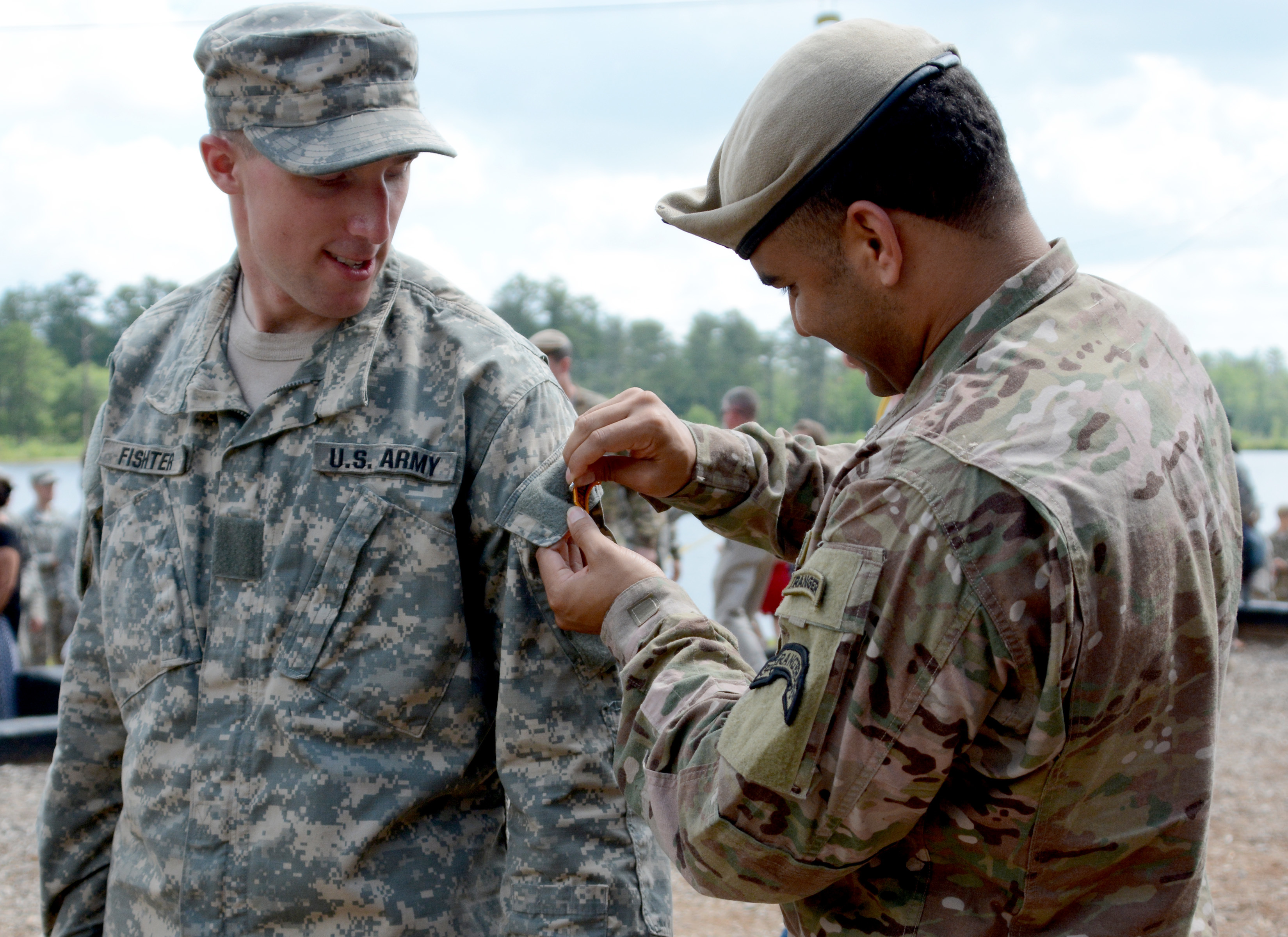
Remise du Ranger Tab à l'issue de la formation de ranger.
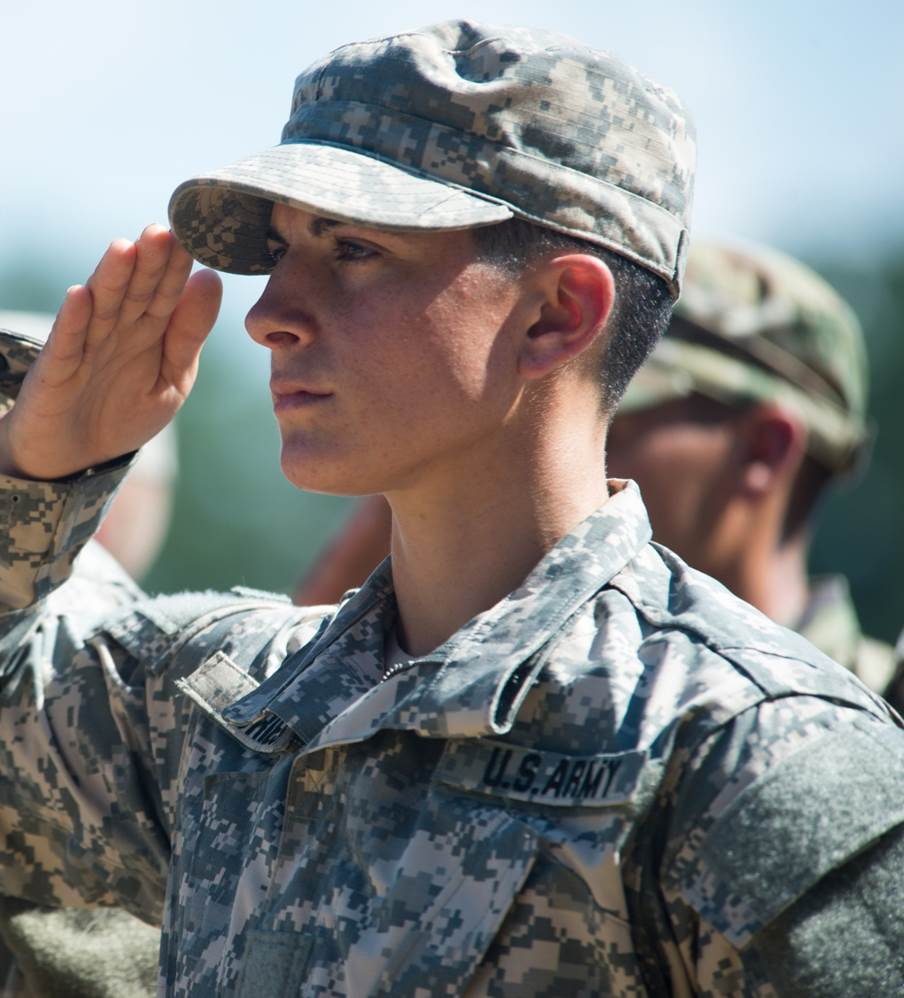
Kristen Griest (ci-dessus) et Shaye Haver (à droite), les premières femmes décorées.
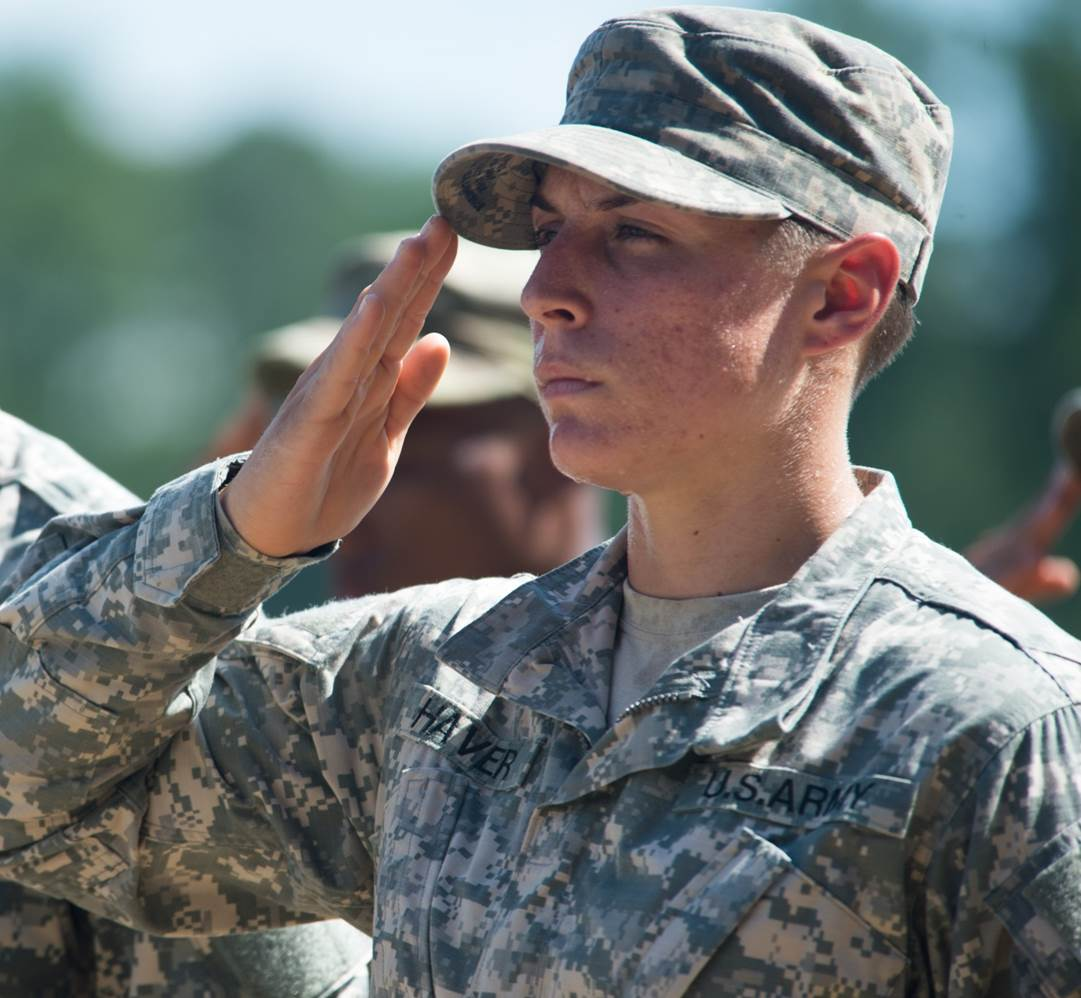